# داولیاتوفکا (شهرستان کاراایدلسکی، باشقیرستان)
داولیاتوفکا (انگلیسی: Davlyatovka, Karaidelsky District, Republic of Bashkortostan) یک شهرک در شهرستان کاراایدلسکی استان باشقیرستان کشور روسیه است.